# Калкан великий
Калкан великий (Scophthalmus maximus), тюрбо — вид риб з родини Scophthalmidae.
Цінна промислова риба, що ціниться як делікатес. Відловлюється тралами, а також розводиться в марикультурі. Розводиться у Франції, Іспанії, Туреччині, Чилі, Норвегії і Китаї.

Європейський калкан має асиметричне тіло у формі диска, виростає до 100 см (39 дюймів) в довжину і вагою до 25 кг (55 фунтів).

## Ареал
Калкан великий зустрічається біля європейського узбережжя Атлантичного океану та морях, в такі як: Середземному, Чорному, Північному та Балтійському на піщаному або гальковому дні. Глибина проживання цього виду риб — від 20 до 70 метрів.

## Розмноження
Калкан великий йде на нерест в акваторії Північного та Балтійського морів в період з квітня по серпень. При цьому самиці відкладають на глибині від 10 до 40 метрів від 10 до 15 мільйонів ікринок кожна; після цього, у термін від 7 до 9 днів, з ікринок виводяться мальки. Статевозрілого віку калкан досягає в 5 років.